# L'onda del mar
L'onda del mar è un brano della cantante pop italiana Donatella Rettore, pubblicato il 21 aprile 2011 dall'etichetta discografica Edel Music come primo singolo estratto dall'album Caduta massi.

## Video musicale
Il videoclip del brano, diretto da Victorr Torrefiel Vicente, è stato girato tra Roma e Civitavecchia, ed è stato pubblicato su YouTube il 10 maggio 2011.

## Tracce
Testi di Rettore, musiche di Claudio Rego.
1. L'onda del mar – 3:21 (Rettore/Rego)